# Ilex oblonga
Ilex oblonga är en järneksväxtart som beskrevs av Chang Jiang Tseng. Ilex oblonga ingår i släktet järnekar, och familjen järneksväxter. Inga underarter finns listade i Catalogue of Life.